# Daisy Hill Conservation Park
Daisy Hill Conservation Park är en park i Australien. Den ligger i delstaten Queensland, omkring 22 kilometer sydost om delstatshuvudstaden Brisbane.
Runt Daisy Hill Conservation Park är det ganska tätbefolkat, med 120 invånare per kvadratkilometer.. Närmaste större samhälle är Logan City, nära Daisy Hill Conservation Park.
I omgivningarna runt Daisy Hill Conservation Park växer i huvudsak städsegrön lövskog. Genomsnittlig årsnederbörd är 1 424 millimeter. Den regnigaste månaden är januari, med i genomsnitt 275 mm nederbörd, och den torraste är oktober, med 21 mm nederbörd.